# Almāle
Almāle – wieś na Łotwie, w krainie Kurlandia, w novadsie Kuldyga. Według danych na rok 2005 miejscowość zamieszkiwały 84 osoby.